# Marina City
Marina City jsou dva mrakodrapy v Chicagu, nachází se v nich parkoviště, komerční prostory a byty. Oba byly dokončeny v roce 1968, zabírají téměř celý blok u ulice State Street na severním břehu Chicago River poblíž čtvrti Chicago Loop. Dvě budovy mají tvar kukuřičného klasu, jsou vysoké 179 metrů a mají 65 pater. Na úrovni řeky ke komplexu přiléhá malá marina pro rekreační lodě. Architektem byl Bertrand Goldberg, jednalo se o první budovu v USA postavenou s věžovými jeřáby.